# Prekopakra
Prekopakra ("jenseits des Flusses Pakra") ist mit 1066 Einwohnern (2011) die zweitgrößte von 42 Siedlungen der Stadt Pakrac in Kroatien. Die Ortschaft besteht mehrheitlich aus Einfamilienhäusern, oft mit Gemüsegarten, Obstgarten und teilweise Viehhaltung, angeordnet im Stil eines Strassendorfes.

## Lage
Prekopakra liegt erhöht westlich des Stadtzentrums von Pakrac, oberhalb der Bahnlinie Banova Jaruga – Daruvar und hat Blick auf Pakrac sowie dessen Hausberg Omanovac.

## Infrastruktur
Prekopakra hat einige kleine Lebensmittelläden, die teilweise auch als Treffpunkt dienen, eine Schule/Kindergarten, eine Kneipe, eine eigene Feuerwehr sowie den Cesky Dom, ein Mehrzweckgebäude der tschechisch-stämmigen Bevölkerung, das auch für andere Anlässe genutzt wird.